# Rabi' al-Thani
Rabi‘ al-Thani (en árabe: ربيع الثاني rabī‘ al-ṯānī), Rabi‘ al-Ajir (ربيع الآخر rabī‘ al-ājir) o Rabi‘ II, es el cuarto mes del calendario islámico, consta de 29 días.

## Etimología
En idioma árabe la palabra rabi‘ significa "primavera", al-thani significa "la segunda", y al-ajir significa "la última", por lo que Rabi‘ al-Thani significa "la segunda primavera", y Rabi‘ al-Ajir, "la última primavera", en contraposición al mes de Rabi' al-Awwal, "la primera primavera".

## Coincidencia con el calendario gregoriano
El calendario islámico es un calendario lunar, y los meses comienzan cuando se avista la primera luna creciente. Dado que el año del calendario lunar islámico es de 11 o 12 días más corto que el año solar, Rabi‘ al-Thani migra a lo largo de los años solares. Las fechas estimadas de inicio y finalización de Rabi‘ al-Thani son las siguientes (basadas en el calendario Umm al-Qura de Arabia Saudita):
| AH   | Primer día (CE/AD)      | Último día (CE/AD)      |
| ---- | ----------------------- | ----------------------- |
| 1439 | 19 de diciembre de 2017 | 17 de enero de 2018     |
| 1440 | 08 de diciembre de 2018 | 06 de enero de 2019     |
| 1441 | 28 de noviembre de 2019 | 26 de diciembre de 2019 |
| 1442 | 16 de noviembre de 2020 | 15 de diciembre de 2020 |
| 1443 | 06 de noviembre de 2021 | 04 de diciembre de 2021 |
| 1444 | 26 de octubre de 2022   | 24 de noviembre de 2022 |

## Fechas señaladas
- 10 Rabi‘ al-Thani: nacimiento del undécimo Imam chiita Hasan al-Askari (232 AH, 846 d. C.).
- 10 o 12 Rabi‘ al-Thani: muerte de Fatimah bint Musa (201 AH, 816 d. C.).
- 11 Rabi‘ al-Thani: muerte de Abdul-Qadir Gilani, jeque sufí que se cree que es el "santo de los santos" (561 AH, 1166 d. C.).
- 15 Rabi‘ al-Thani: muerte de Habib Abu Bakr al-Haddad.
- 21 Rabi‘ al-Thani: muerte de ibn Arabi (638 AH, 1240 d. C.).[2]
- 27 Rabi‘ al-Thani: muerte de Ahmad Sirhindi (1034 AH, 1624 d. C.).